# Simon Schermer

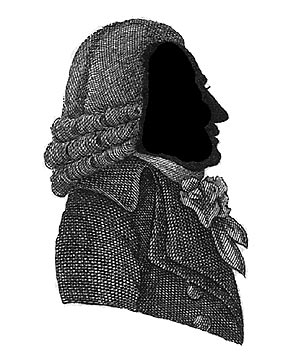
Portret van Schermer uit Geschiedenis der Staatsregeling (1799)

Simon Schermer (Wormerveer, juli 1747 — aldaar, 7 november 1810) was een Nederlands politicus.
Schermer werd geboren als oudste van de drie kinderen van de katholieke koopman Jan Schermer en Catharina van Scherpenhof, en werd op 29 juli 1747 te Wormer gedoopt. In zijn geboorteplaats was hij koopman. Op 23 oktober 1768 trouwde hij te Wormer met Antje Kistemaker, met wie hij vijf kinderen kreeg.
Op 13 augustus 1793 schonk hij samen met zijn vrouw een zilveren Pillegift met inscriptie aan Cornelia Schermer, de dochter van zijn broer Dirk Schermer (1752-1819). 
Op 27 januari 1796 werd Schermer gekozen tot gedeputeerde voor het district Purmerend in de Eerste Nationale Vergadering van de Bataafse Republiek. In augustus 1797 werd hij herkozen en op 22 januari 1798 nam hij deel aan de staatsgreep van de Unitariërs. Hij werd vervolgens het slachtoffer van de zuivering die plaatsvond na een staatsgreep door meer behoudende Unitariërs op 12 juni van dat jaar.
Na de verkiezingen van 31 juli 1799 nam Schermer zijn zetel weer in, en hij bleef lid van het Vertegenwoordigend Lichaam tot de instelling van het Staatsbewind op 16 oktober 1801, toen de Bataafse Republiek werd opgevolgd door het Bataafs Gemenebest.
Negen jaar later overleed Schermer op 63-jarige leeftijd te Wormerveer.